# Синеголовая мексиканская сойка
Синеголовая мексиканская сойка (лат. Cyanolyca cucullata) — вид птиц семейства врановых. Выделяют четыре подвида. Распространены в Мексике и Центральной Америке.

## Описание
Синеголовая мексиканская сойка достигает длины 26—31 см и массы от 94,2 до 109 г. Длина хвоста составляет 11,5—14,6 см, длина клюва — 25—33 мм. Половой диморфизм не выражен. Перья на лбу короткие, жёсткие и немного торчат, образуя почти незаметный хохолок. Центр макушки и затылок яркого светло-голубого цвета с белой каймой. Лоб, боковые стороны головы, передняя часть спины, горло и верхняя часть груди чёрные. Задняя часть спины, надхвостье, верхняя поверхность крыльев и хвоста, нижняя часть груди, брюхо и подхвостье тёмно-синие, несколько ярче и с пурпурным оттенком на верхней части тела. Радужная оболочка тёмно-бордовая или тёмно-красная. Ноги и клюв чёрные. Молодые особи более тусклые, чем взрослые, и их небесно-голубой капюшон не имеет белой окантовки.

## Распространение, места обитания и биология
Синеголовая мексиканская сойка распространена в Мексике, Гватемале, Гондурасе, Коста-Рике и Панаме, встречается в Никарагуа. Обитают во влажных горных и туманных тропических лесах. Встречаются поодиночке, парами или семейными группами до 10 птиц, на высоте от 800 до 2100 м над уровнем моря. Иногда присоединяются к смешанным стаям птиц, таких как одноцветная кустарниковая сойка (Aphelocoma unicolor) и изумрудный туканет (Aulacorhynchus prasinus). Ведут древесный образ жизни. Питаются беспозвоночными и их личинками, которых ищут в трещинах коры и среди эпифиты в пологе леса высоко над землёй, а также плодами, семенами и ягодами.
Синеголовая мексиканская сойка — моногамная птица, пары образуются на всю жизнь. Сезон размножения длится с апреля по июнь. Описано всего несколько гнёзд. Чашевидное гнездо сооружается из веток и растительных волокон, выстилается изнутри мягким растительным материалом и располагается на небольших деревьях на высоте 3—7 м от земли. Наружный диаметр гнезда составляет 19—33 см, внутренний диаметр — 11 см, глубина — 5 см. Иногда используются старые заброшенные гнёзда других видов птиц. В кладке 3—4 яйца. Инкубационный период длится 20 дней. Птенцы оперяются через 20 дней. Обе родительские птицы заботятся о птенцах и кормят их различными насекомыми. После вылета из гнезда птенцы становятся полностью самостоятельными через месяц.

## Подвиды
Выделяют четыре подвида:
- Cyanolyca cucullata cucullata (Ridgway, 1885) — центральная Коста-Рика и западно-центральная часть Панамы
- Cyanolyca cucullata hondurensis Pitelka, 1951 — Гондурас
- Cyanolyca cucullata guatemalae Pitelka, 1951 —	 от юга Мексики до центра Гватемалы
- Cyanolyca cucullata mitrata Ridgway, 1899 — восток Мексики